# Podstolice (Mazovie)
Pour les articles homonymes, voir Podstolice.
Podstolice (prononciation : [pɔtstɔˈlit͡sɛ]) est un village polonais de la gmina de Maciejowice dans le powiat de Garwolin de la voïvodie de Mazovie dans le centre-est de la Pologne.
Le village possède approximativement une population de 70 habitants.

## Histoire
De 1975 à 1998, le village appartenait administrativement à la voïvodie de Siedlce.